# مسابقات جهانی تنیس روی میز

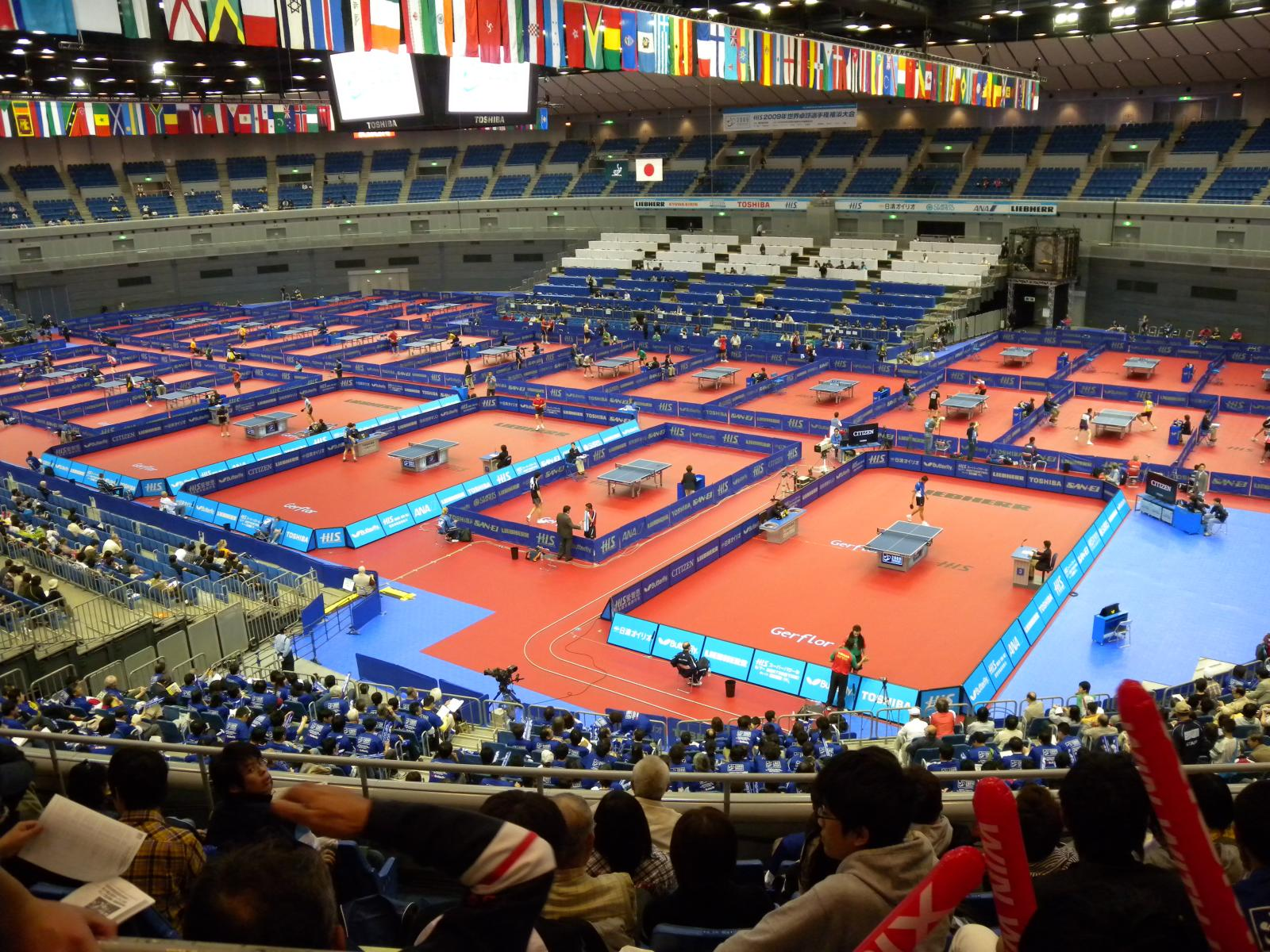
مسابقات جهانی تنیس روی میز 2009 ژاپن

مسابقات جهانی تنیس روی میز بالاترین سطح مسابقات تنیس روی میز است که از سال ۱۹۲۶ به صورت سالانه توسط فدراسیون جهانی تنیس روی میز برگزار می‌شود. در حال حاضر، مسابقات تیمی در سال‌های زوج و مسابقات انفرادی و دونفره در سال‌های فرد برگزار می‌شود.
در سال‌های نخستین، مجارستان قدرت بلامنازع در بخش تیمی مردان بود و ۱۲ بار به قهرمانی رسید. از دههٔ ۱۹۶۰ تاکنون، چین به عنوان قدرت حاکم جدید معرفی شده و به جز دورهٔ ۱۹۸۹ تا ۲۰۰۰ که سوئد چهار بار به قهرمانی رسید، چین به قهرمانی خود ادامه داده‌است. چین ۱۸ مقام قهرمانی تیمی را در اختیار دارد.
در بخش تیمی زنان، تیم ژاپن در دههٔ ۱۹۵۰ با هشت عنوان قهرمانی به عنوان قدرت اول معرفی شد. تیم زنان چین، اقتدار خود را از دههٔ ۱۹۷۰ آغاز کردند و از سال ۱۹۷۵ تاکنون، تنها دو بار شکست خورده‌اند. چین ۱۸ مقام قهرمانی در بخش زنان دارد.

## جام‌ها
هفت جام گوناگون به برندگان هر رویداد اهدا می‌شود و برای مسابقات جهانی بعدی بازگردانده می‌شود.

## فهرست میزبانان
| - ۱۹۲۶ – لندن - ۱۹۲۸ – استکهلم - ۱۹۲۹ – بوداپست - ۱۹۳۰ – برلین - ۱۹۳۱ – بوداپست - ۱۹۳۲ – پراگ - ۱۹۳۳ (ژانویه) – بادن - ۱۹۳۳ (دسامبر) – پاریس | - ۱۹۳۵ – ومبلی - ۱۹۳۶ – پراگ - ۱۹۳۷ – بادن - ۱۹۳۸ – ومبلی - ۱۹۳۹ – قاهره - ۱۹۴۷ – پاریس - ۱۹۴۸ – ومبلی - ۱۹۴۹ – استکهلم | - ۱۹۵۰ – بوداپست - ۱۹۵۱ – وین - ۱۹۵۲ – بمبئی - ۱۹۵۳ – بخارست - ۱۹۵۴ – ومبلی - ۱۹۵۵ – اوترخت - ۱۹۵۶ – توکیو - ۱۹۵۷ – استکهلم | - ۱۹۵۹ – دورتموند - ۱۹۶۱ – پکن - ۱۹۶۳ – پراگ - ۱۹۶۵ – لیوبلیانا - ۱۹۶۷ – استکهلم - ۱۹۶۹ – مونیخ - ۱۹۷۱ – ناگویا - ۱۹۷۳ – سارایوو | - ۱۹۷۵ – کلکته - ۱۹۷۷ – بیرمینگهام - ۱۹۷۹ – پیونگ‌یانگ - ۱۹۸۱ – نووی ساد - ۱۹۸۳ – توکیو - ۱۹۸۵ – گوتنبورگ - ۱۹۸۷ – دهلی نو - ۱۹۸۹ – دورتموند | - ۱۹۹۱ – چیبا سیتی - ۱۹۹۳ – گوتنبورگ - ۱۹۹۵ – تیانجین - ۱۹۹۷ – منچستر - ۱۹۹۹ – آیندهوون (انفرادی) - ۲۰۰۰ – کوالا لامپور (تیمی) - ۲۰۰۱ – اوساکا |

از سال ۲۰۰۳ فدراسیون جهانی مسابقات انفرادی و تیمی را از هم جدا کرده و یک سال مسابقات تیمی و سال بعد، مسابقات انفرادی برگزار می‌شود.
| مسابقات جهانی انفرادی: | - ۲۰۰۳ – پاریس - ۲۰۰۵ – شانگهای - ۲۰۰۷ – زاگرب - ۲۰۰۹ – یوکوهاما | - ۲۰۱۱ – رتردام - ۲۰۱۳ – پاریس - ۲۰۱۵ – سوژو - ۲۰۱۷ – دوسلدورف | مسابقات جهانی تیمی: | - ۲۰۰۴ – دوحه - ۲۰۰۶ – برمن - ۲۰۰۸ – گوانگ‌ژو - ۲۰۱۰ – مسکو | - ۲۰۱۲ – دورتموند - ۲۰۱۴ – توکیو - ۲۰۱۶ – کوالا لامپور - ۲۰۱۸ – هالمستاد |